# Rimae Parry
Le Rimae Parry sono una struttura geologica della superficie della Luna.